# Trichius japonicus
Trichius japonicus är en skalbaggsart som beskrevs av Oliver Erichson Janson 1885. Trichius japonicus ingår i släktet Trichius och familjen Cetoniidae. Inga underarter finns listade i Catalogue of Life.